# Isaac-Joseph Berruyer
Pour les articles homonymes, voir Berruyer.
Isaac-Joseph Berruyer, né le 7 novembre 1681 à Rouen et mort le 18 février 1758, est un historien français.

## Œuvre
La grande œuvre de Berruyer, entré dans la Compagnie de Jésus en 1697, est son Histoire du Peuple de Dieu, publié en trois parties. Cette tentative originale de réécrire en français la Bible sous la forme d’un roman adapté au goût de son temps lui valut une grande notoriété, mais suscita également une abondante controverse. En effet, dans la réalisation de son projet, Berruyer introduisit beaucoup d’éléments incongrus, hérétiques, voire blasphématoires et obscènes, qui suscitèrent immédiatement de nombreuses protestations tant du clergé que des laïcs, ce qui entraina sa mise à l’Index en 1734. Certains Jésuites engagèrent néanmoins leur général à en fournir une nouvelle édition expurgée en 8 volumes, en 1733-1734.
La première partie de l’Histoire est intitulée Histoire du peuple de Dieu depuis son origine jusqu’à la venue du Messie (7 vol., Paris, 1728). Une édition révisée et augmentée vit le jour à Paris en 1733. Suivit un supplément (Paris, 1734), contenant une continuation des prophéties de l’Ancien Testament, l’histoire de Job, les cartes nécessaires à la compréhension de l’histoire sacrée, etc. En 1736, sept éditions de cette œuvre avait paru et elle avait été traduite en allemand, italien, espagnol et polonais.
La deuxième partie de l’Histoire parut à Paris, en 1753 : Histoire du peuple de Dieu depuis la naissance du Messie jusqu’à la fin de la Synagogue. en 1754 une édition plus exacte parut à Anvers (8 vol.) et une autre édition en 1755, à Paris (4 vol.), qui contenait cinq questions : 1. Le Christ, objet des Évangiles ; 2. Sur le Christ, Fils de Dieu ; 3. Sur le Christ, Fils de l’homme ; 4. Sur le Christ, fondateur d’une nouvelle religion ; 5. Sur la Présentation du Christ au Temple et la purification de la Vierge Marie. Selon Augustin De Backer cette deuxième partie de l’Histoire fut publiée à l’insu et contre la volonté de la hiérarchie de la maison des jésuites à Paris. Berruyer a mis son nom sur seulement un petit nombre d’exemplaires de cette publication.
La troisième partie de l’œuvre s’intitulait : Histoire du peuple de Dieu, ou paraphrase des Épîtres des Apôtres (2 vol., Lyon, 1757). La parution des diverses parties de cette œuvre suscita un tollé et une polémique aigüe. La liberté avec laquelle Berruyer décrivait certains faits était considérée comme inconvenante. L’auteur fut trouvé en faute grave pour avoir donné un air de roman plutôt que d’histoire sobre à des portions de l’histoire sacrée. Certaines des propositions qu’il y formulait furent interprétées comme favorisant le nestorianisme. Mais par-dessus tout Berruyer a été blâmé pour avoir suivi les avis de Hardouin.
L’Histoire du peuple de Dieu fut condamnée par de nombreux évêques en France, par les supérieurs de la Société de Jésus, par la Sorbonne, et par le Parlement de Paris. La première partie fut mise à l’index, le 27 mai 1732, la deuxième partie, le 3 décembre 1754, et par un bref de Benoît XIV, le 17 février 1758 ; la troisième partie le 24 avril 1758, et par un bref de Clément XIII, le 2 décembre 1758. Le P. Legrand rédigea, à cette occasion, une Censure du P. Berruyer. Cet ouvrage n’en obtint pas moins un succès populaire.
Une édition revue et corrigée de la première partie retranchant les passages incriminés, approuvée par les censeurs romains, fut publiée à Besançon par les frères Gauthier en 1828.

## Sources
- Augustin De Backer, Aloys De Backer, Bibliothèque des écrivains de la Compagnie de Jésus, Liège, L. Grandmont-Donders, 1856, p. 144-5.